# La farsa amorosa
La farsa amorosa es una ópera en tres actos con música de Riccardo Zandonai y libreto en italiano de Arturo Rossato, frecuente colaborador de Zandonai, basado en la novela El sombrero de tres picos (1874) de Pedro Antonio de Alarcón, que fue la base también del ballet de Manuel de Falla El sombrero de tres picos y de la ópera de Hugo Wolf Der Corregidor. La farsa amorosa, que resultó ser la última operada del compositor, se estrenó el 22 de febrero de 1933 en el Teatro de la Ópera en Roma.
La ópera es de tema cómico, y fue un intento de revitalizar la tradición de la ópera bufa que floreció en Italia durante el siglo XVIII y principios del XIX. El libreto reubica la acción en Lombardía, pero conserva los nombres españoles. El reparto, de maner excepcional, incluye dos asnos enamorados, Ciccio and Checca.
Es una ópera poco representada en la actualidad; en las estadísticas de Operabase aparece con solo una representación en el período 2005-2010.

## Personajes
| Personaje      | Tesitura     | Reparto del estreno 22 de febrero de 1933 (Director: Riccardo Zandonai) |
| -------------- | ------------ | ----------------------------------------------------------------------- |
| Don Ferrante   | barítono     | Carmelo Maugeri                                                         |
| Donna Mercedes | mezzosoprano | Sara Ungaro                                                             |
| Frulla         | tenor        | Alessio De Paolis                                                       |
| Giacomino      | tenor        | Adelio Zagonara                                                         |
| Lucia          | soprano      | Mafalda Favero                                                          |
| Orsola         | mezzosoprano | Agnese Dubbini                                                          |
| Renzo          | tenor        | Nino Bertelli                                                           |
| Spingarda      | bajo         | Salvatore Baccaloni                                                     |